# Evanston Branch
La Evanston Branch est un tronçon du métro de Chicago qui relie la banlieue nord de la ville de Chicago à Evanston dans l’État de l’Illinois, elle est exploitée par la ligne mauve de la Chicago Transit Authority (CTA).

## Historique
Longue de sept kilomètres et composée de neuf stations, elle trouve son origine en mai 1908 en utilisant les anciennes voies de la Chicago, Milwaukee & St.-Paul Railroad au niveau du sol et rachetées par la Northwestern Elevated. 
Conscient que la situation n’est pas optimale aussi bien pour la circulation routière que pour celle du 'L', le président de la Northwestern Elevated prévoit rapidement l'élévation de la ligne sur un remblai à hauteur du quartier de Rogers Park (Howard). Les travaux débutèrent en octobre 1908 pour se terminer en 1910. 
En février 1912, Britton I. Budd notifie le conseil municipal de Wilmette de son intention de construire un terminal et un dépôt au croisement de Linden Avenue et de 4th Street. Malgré l’opposition des habitants, il ouvre sous une forme temporaire le 1er avril 1912 permettant la circulation de rames du centre de Chicago à la ville de Evanston. 
La desserte devint très rapidement un grand succès de foule et le 8 novembre 1913, une nouvelle station permanente est construite à Linden. 
En 1920, la ville de Evanston demande à la Northwestern Elevated de procéder à la mise en hauteur du reste du tronçon jusque Linden afin de le séparer de la circulation routière de plus en plus importante. Il fallut finalement huit ans pour qu’un accord sur le financement ne soit trouvé.
En 1921, la station de Linden est à nouveau reconstruite et agrandie, le dépôt est également modernisé. La même année, la station Grand Avenue ouvre entraina la fermeture de Kinzie Street toute proche au sud.  
En été 1928 débutent les travaux de construction de mise sur viaduc de l'ancienne ligne de Isabella Street à University Plaza grâce à la collaboration de la Chicago, Milwaukee & St. Paul Railroad et du Chicago Rapid Transit qui a repris les actifs de la Northwestern Elevated en 1924. 
En 1931, les travaux se terminent et les stations rouvrent les unes après les autres sur le précédent emplacement sauf pour Calvary qui est remplacée par South Boulevard. 
Le 31 juillet 1949, la Chicago Transit Authority revoit les services et limite la Evanston Line de Howard à Linden (soit le tracé de la ligne mauve qu’on connaît aujourd'hui en heure creuse). Certaines rames continuent sous la mention Evanston Shuttle lors d’événements spéciaux ou en heures de pointe. 
Le 8 novembre 1973 la caténaire aérienne sur la Evanston Branch est remplacée par un troisième rail électrique comme sur le reste du réseau ce qui permet d'y faire circuler les mêmes rames du parc que sur les autres lignes. 
Le 2 octobre 1994, la Chicago Transit Authority différencie ses lignes par différentes couleurs. La Evanston Branch est intégrée dans la ligne mauve et est instituée définitivement de Howard à Linden en heure creuse et jusqu'au Loop grâce aux voies express de la Howard Branch en heure de pointe.
En 2005, la CTA a lancé un projet visant à remplacer les six viaducs vieux de près de quatre-vingts ans sur la Evanston Branch afin de diminuer le nombre de ralentissements obligatoires dus à la détérioration des ponts d’origine.  Le viaduc de Main street  a été complètement remplacé le week-end du 12 et 13 novembre 2005, nécessitant la fermeture temporaire de la ligne mauve. La construction a été achevée le lundi matin juste avant l'heure de pointe. Le viaduc de Church Street a été remplacé fin octobre 2006 au cours d'un autre week-end de fermeture de la ligne mauve. Les quatre autres viaducs n’ont pas entrainé de fermeture de la ligne mais ont été rénovés progressivement en faisant rouler les rames de manière alternée sur une seule voie. 
Fin 2007, le terminal de Howard a complètement été remis à neuf afin de rendre la station accessible aux personnes handicapées et d’y construire un grand parking de délestage automobile.

## La rénovation de la Evanston Branch
Après avoir rénové les stations de la  ligne brune sur la Ravenswood Branch et sur la North Side Main Line, la Chicago Transit Authority a lancé en octobre 2009 une étude afin de procéder aux mêmes reconstructions et d'accessibilité des stations et des voies de la Howard Branch et de la Evanston Branch  de Addison à Linden soit un tronçon de 14,5 km.  
L’étude s'est terminée fin novembre 2010 afin d’en déterminer les couts, les échéances et le cahier des charges. Les audiences publiques ont eu lieu en janvier 2011 à Chicago et à Evanston pour présenter aux citoyens concernés les six différents scénarios possibles dont un prévoit la suppression des stations Foster et South Boulevard sur la Evanston Branch et des stations Thorndale, Jarvis et Lawrence sur la Howard Branch afin de limiter les couts de reconstruction de ces stations vieilles de quatre-vingts ans et de rendre la circulation des navetteurs plus rapide vers le Loop.
Lors de la réunion du 28 janvier 2011, cette dernière proposition s'est néanmoins heurtée au refus des résidents locaux.